# Fabio Coltorti
Fabio Coltorti   (Kriens, 3 de desembre de 1980) és un exfutbolista suís que jugava com a porter.